# Barbara Quandt
Barbara Quandt (* 1947 in Berlin) ist eine deutsche Malerin.

## Leben
Barbara Quandt arbeitete von 1965 bis 1970 als technische Zeichnerin bei Siemens und danach bei Schering. Von 1970 bis 1976 studierte sie an der Hochschule der bildenden Künste in Berlin bei Hans Kuhn und Karl Horst Hödicke. Während des Studiums arbeitete sie auf dem Abenteuerspielplatz Wutzkyallee, den sie mit aufbaute. Ab 1976–81 gab sie sozialpädagogischen Malunterricht an der Jugendstrafanstalt Plötzensee. Sie fand ihren eigenen Stil in den 1970er Jahren im Kreis der „Neuen Wilden“.
1978 ging sie mit einem DAAD-Stipendium nach London an die St. Martins School of Art. 1982 war sie mit einem P.S.1-Stipendium in New York.
1983–84 erhielt sie ein Atelierstipendium im Künstlerhaus Bethanien in Berlin. In dieser Zeit machte sie für das Theater der Freien Volksbühne unter der Regie von Kurt Hübner das Bühnenbild für „Charleys Tante“.
1986 ging sie für einige Monate nach Tansania und 1987–88 nach Chicago, anschließend erhielt sie von der Galerie Walter Bischoff ein Stipendium in San José.
Es folgten Arbeitsaufenthalte in Buenos Aires und Madrid sowie 1996 ein Stipendium nach Apt in der Provence. 1997 ging sie nach Alaska, wonach das Buch 50° Die Expeditionsreise der Gertrude Kronthaler in Alaska 1896 1898 entstand.
2003 erhielt sie einen Lehrauftrag für Gestaltungslehre an der Burg Giebichenstein, Hochschule für Kunst und Design in Halle.
Von 2006 bis 2008 bereiste sie Russland. Seit 2008 arbeitet die Malerin in Lehnitz und Berlin.

## Werk
Reisen im Kopf und in der Welt sind die Basis ihrer Kunst. Der Mensch bildet dabei den Mittelpunkt. Jeder Themenkreis bildet einen geschlossenen Zyklus, der sich durch seine Eigenart definiert. Die einzelnen Bilder beziehen sich aufeinander, ergänzen sich in ihren Motiven.
Ihre Malerei basiert auf einer gegenständlich erzählerischen Bildsprache und zeichnet sich durch eine große stilistische Vielfalt aus. Ausdrucksweisen und Stile werden als Rohmaterial genutzt. Ideen entwickeln sich aus Zeit und Ort. Bewegtheit und Sinnlichkeit sind ihr wichtig, Formen, Farben und Konzepte werden explizit eingesetzt.

## Serien
- Stadtlandschaften Berlin Menschenportraits- Rocker, Freunde - Amorösitäten (1975–78)
- Punks London und Berlin (1978–81)
- Stils - International People New York (1982)
- Zwischen den Monden-  Paare (1984–86)
- TAM TAM- Afrika (1985–86, 1989)
- Stierkampf (1986)
- Starrheit und Beweglichkeit - Klare Formen (1986)
- In Between - Chicago - Architektur + Mensch (1987–88)
- California Dreaming- San Jose (1988)
- Mauerfall (1990)
- Tango Buenos Aires (1991)
- Ein Tag- ein Jahr- ein Jahrtausend (1991–92)
- Suerte Barbara - schwarze Serie (1992)
- Engel und Madonnen (1993)
- Von Bett zu Bett-  Interieurs (1994)
- Kleine Wesen -  Kunst und Wissenschaft, Dein Blut - Mikro- Makrokosmus (1995–96)
- Lièvre – lièvre die Französisch Stunde (1996)
- Setz dir Perücken auf von Millionen Locken... Mein Faust - Hundeportraits (1997)
- - 50° Die Expeditionsreise der Gertrude Kronthaler, Alaska 1896–1898 (1997–98)
- Mein Himmel mein Berg mein Weg (1999)
- Frauen und Architektur (1999)
- Kinderspiele, Willkommen im Club (2001)
- Das Ende von Schwanensee (2002)
- Kunstköpfe (2002)
- Waldeslust und Landleben (2002–03)
- In Bausch und Wogen (2004)
- Park Kultury - Russisch Grün (2005–06)
- Angeseilt – abgeseilt (2006)
- Mein weißer Schatten (2008)
- Quandts Welten (2009)
- Affentheater (2010)
- Seelenfäden - Lyrische Abstraktion (2011)

## Einzelausstellungen (Auswahl)
- 2022    Leben - Liebe - Leidenschaft, Galerie Köppe Contemporary Berlin
- 2012	Chicago-Californien, Villa Köppe, Berlin
- 2011	Quandtensprünge, dorisberlin-kunst
- 2008	Russisch Grün, Galerie M, Berlin
- 2007	Das süße Leben, Kunstverein, KunstHaus Potsdam
- 2003	Ich bin ein deutsches Mädchen..., Galerie Kühn, Berlin-Dahlem
- 2002	Es suchen viele..., Stuttgarter Kunstverein. Je weiter entfernt - je größer die Sehnsucht, Kulturspeicher Oldenburg
- 2001	Einzug der kleinen Wesen, Schering Kunstverein, Berlin
- 1997	Warum träumt man von roten Wendeltreppen..., Galerie Michael Schultz, Berlin
- 1996	La marche des petites natures, Artifice, Apt, Frankreich
- 1995	Kunstverein Pirmasens
- 1993	Zwischen den Welten, Art Galerie Leuchter und Peltzer, Düsseldorf. TAM TAM Afrika Zyklus, Städtisches Museum, Engen
- 1990	Her-zeigen - Herz-zeigen, Galerie Huber-Nising, Frankfurt/M
- 1989	TAM TAM, Neuer Berliner Kunstverein
- 1988	In Between, Walter Bischoff Gallery, Chicago
- 1985  Zwischen den Monden, Galerie im Körnerpark, Berlin. Kunstverein Göttingen
- 1984	Studio1 im Künstlerhaus Bethanien, Berlin
- 1982	Studio PS1, New York
- 1979	St. Martins School of Art, London
- 1976	Galerie am Savignyplatz, Berlin (Mit Reinhard Pods)

## Einzelkataloge (Auswahl)
- 2016	Tell me what is Art, Autobiografie, Kerber Verlag, Berlin, ISBN 978-3-7356-0224-4
- 2012	Chicago-Californien, Villa Köppe, Berlin
- 2011	Quandtensprünge, dorisberlin-kunst
- 2002	Es suchen viele..., Stuttgarter Kunstverein
- 1999	-50°, Die Expeditionsreise der Gertrude Kronthaler in Alaska 1896–1898, Edition Volker Huber, Offenbach
- 1994	Unter fremden Himmeln, Passagen 13, Galerie Huber-Nising, Frankfurt/Main
- 1989	TAM TAM, Neuer Berliner Kunstverein, Berlin
- 1988	In Between, Walter Bischoff Gallery, Chicago
- 1985	Zwischen den Monden, Galerie im Körnerpark, Berlin
- 1984	New York - Berlin, Künstlerhaus Bethanien, Berlin